# Muzambinho
Muzambinho é um município brasileiro do estado de Minas Gerais. Está localizado na Região Geográfica Imediata de Guaxupé. Sua população, de acordo com o Censo de 2022 do Instituto Brasileiro de Geografia e Estatística (IBGE), foi de 21 891 habitantes. A área é de 409,948 km² e a densidade demográfica é de 53,40 habitantes por quilômetro quadrado.

## Geografia
A área do município, segundo o Instituto Brasileiro de Geografia e Estatística (IBGE), é de 409,036 km², sendo que 4,7 km² constituem a zona urbana e os 404,336 km² restantes constituem a zona rural. Situa-se a 21° 22' 33" de latitude sul e 46° 31' 33" de longitude oeste e está a uma distância de 447 quilômetros da capital mineira. Seus municípios limítrofes são Cabo Verde, a sudeste; Juruaia , a norte; Tapiratiba, a sudoeste; Caconde, a sul; Monte Belo, a leste; e Guaxupé, a oeste.
De acordo com a classificação do Instituto Brasileiro de Geografia e Estatística de 2021, o município pertence às Regiões Geográficas Intermediária de Varginha e Imediata de Guaxupé. Pertence também à microrregião de São Sebastião do Paraíso, que faz parte da mesorregião do Sul e Sudoeste de Minas.

### Relevo e hidrografia

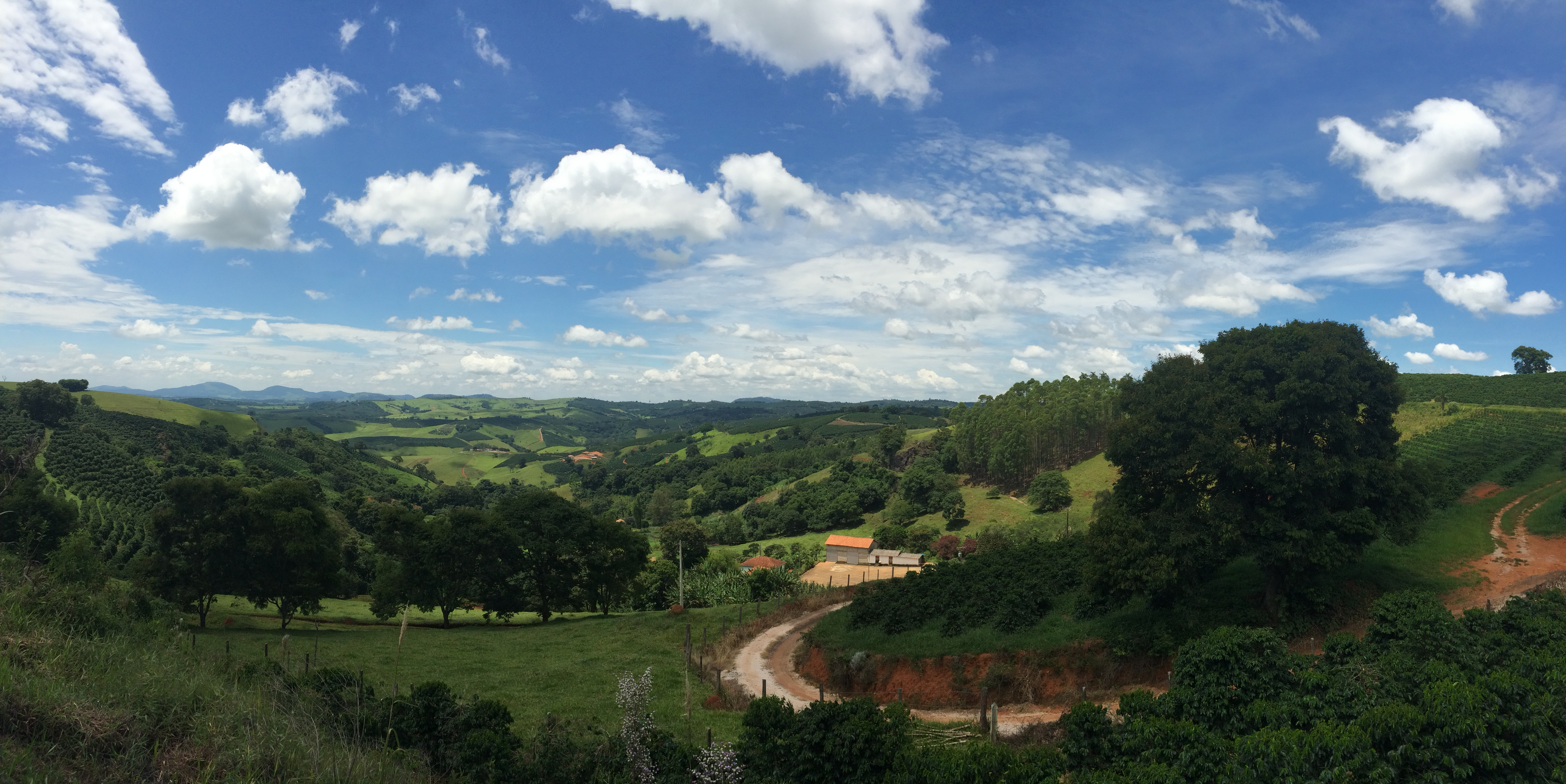
Relevo na zona rural do município

O relevo do município de Muzambinho é predominantemente ondulado. Em aproximadamente 69% do território muzambinhense há o predomínio de áreas onduladas, enquanto cerca de 23% é coberto por mares de morros e terrenos montanhosos e os 8% restantes são lugares planos. O ponto central da cidade está a 1100 m.
O principal rio que passa por Muzambinho é o Rio Muzambo, porém o território municipal é banhado por vários pequenos rios e córregos, sendo o principal o Ribeirão Muzambinho, fazendo parte da Bacia do Rio Grande.

### Clima
O clima muzambinhense é caracterizado, segundo o IBGE, como Clima tropical de altitude (tipo Cwa segundo Köppen), tendo temperatura média anual de 21,3ºC °C com invernos secos e amenos e verões chuvosos e com temperaturas elevadas. O mês mais quente, fevereiro, tem temperatura média em torno dos 24 °C, sendo a média máxima de 28,4 °C e a mínima de 18, 1 °C. E o mês mais frio, julho, com uma média histórica de 17 °C, sendo 25,2 °C e 8,9 °C as médias máxima e mínima, respectivamente. Outono e primavera são estações de transição.
A precipitação média anual é de 1 600 mm, concentrados nos meses de primavera e verão. Nos últimos anos, entretanto, os dias quentes e secos durante o verão têm sido cada vez mais frequentes, não raro ultrapassando a marca dos 30 °C. Durante a época das secas e em longos veranicos em pleno período chuvoso também são comuns registros de queimadas em morros e matagais, principalmente na zona rural do município, o que contribui com o desmatamento e com o lançamento de poluentes na atmosfera, prejudicando ainda mais  a qualidade do ar.

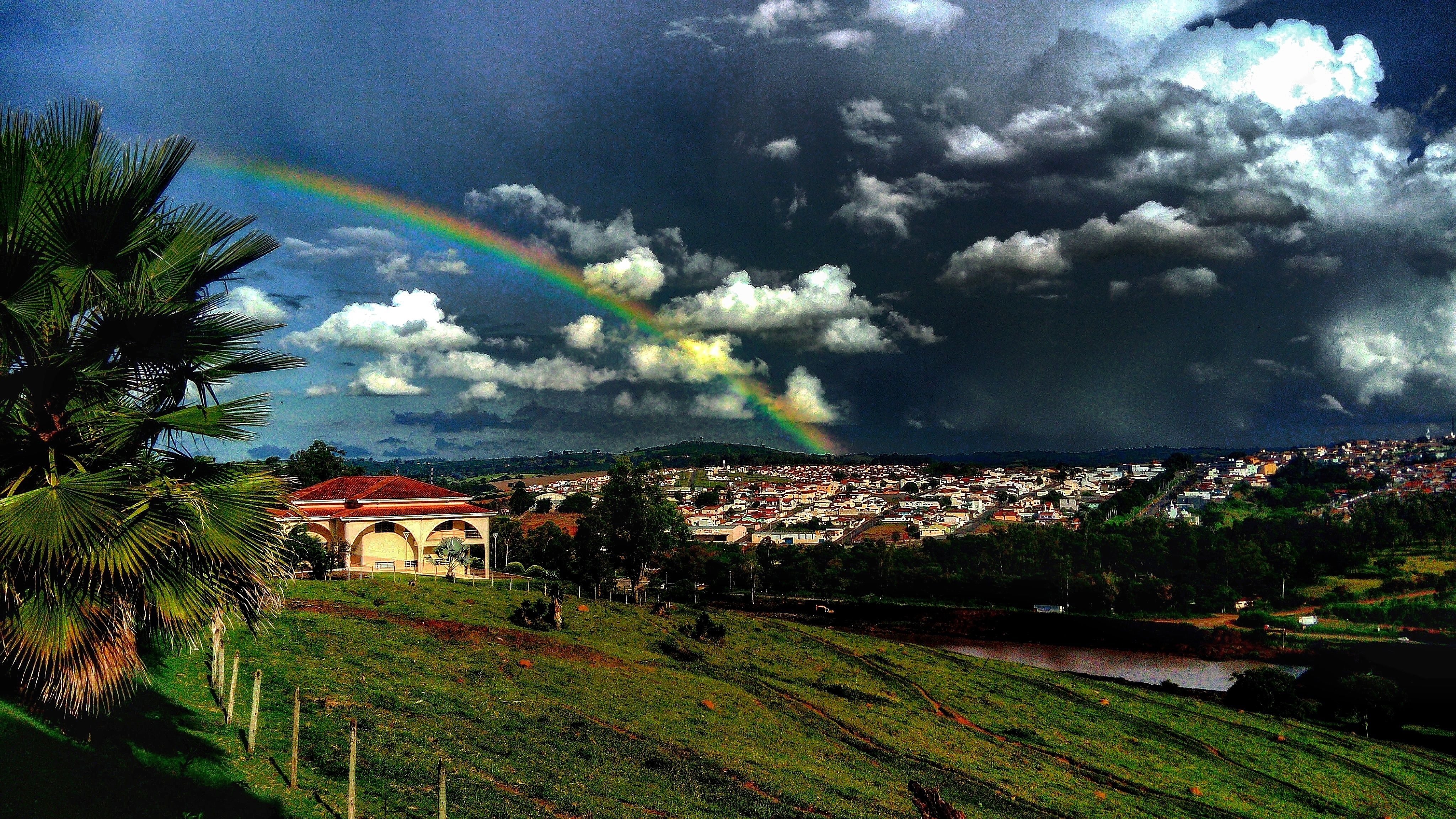
Tempestade acompanhada por um arco-íris em Muzambinho

Segundo o Instituto Nacional de Pesquisas Espaciais (INPE), o município, tem uma média anual de 2,98 raios por quilômetro quadrado.
| Dados climatológicos para Muzambinho                                                      | Dados climatológicos para Muzambinho | Dados climatológicos para Muzambinho | Dados climatológicos para Muzambinho | Dados climatológicos para Muzambinho | Dados climatológicos para Muzambinho | Dados climatológicos para Muzambinho | Dados climatológicos para Muzambinho | Dados climatológicos para Muzambinho | Dados climatológicos para Muzambinho | Dados climatológicos para Muzambinho | Dados climatológicos para Muzambinho | Dados climatológicos para Muzambinho | Dados climatológicos para Muzambinho |
| Mês                                                                                       | Jan                                  | Fev                                  | Mar                                  | Abr                                  | Mai                                  | Jun                                  | Jul                                  | Ago                                  | Set                                  | Out                                  | Nov                                  | Dez                                  | Ano                                  |
| ----------------------------------------------------------------------------------------- | ------------------------------------ | ------------------------------------ | ------------------------------------ | ------------------------------------ | ------------------------------------ | ------------------------------------ | ------------------------------------ | ------------------------------------ | ------------------------------------ | ------------------------------------ | ------------------------------------ | ------------------------------------ | ------------------------------------ |
| Temperatura máxima média (°C)                                                             | 28,4                                 | 28,8                                 | 28,6                                 | 28,1                                 | 25,7                                 | 24,9                                 | 25,2                                 | 27,1                                 | 28,3                                 | 28,9                                 | 28,3                                 | 27,9                                 | 27,5                                 |
| Temperatura mínima média (°C)                                                             | 18,1                                 | 17,9                                 | 17,4                                 | 15,1                                 | 11,3                                 | 9,2                                  | 8,9                                  | 10,1                                 | 13,6                                 | 15,8                                 | 17,1                                 | 17,7                                 | 14,3                                 |
| Precipitação (mm)                                                                         | 360                                  | 200                                  | 160                                  | 85,1                                 | 50                                   | 30                                   | 28                                   | 20                                   | 81                                   | 148,7                                | 223,8                                | 208,6                                | 1 600                                |
| Fonte: Jornal do Tempo e Instituto Federal de Ciência e Tecnologia do Sul de Minas Gerais |                                      |                                      |                                      |                                      |                                      |                                      |                                      |                                      |                                      |                                      |                                      |                                      |                                      |

### Meio ambiente
A vegetação nativa  pertence ao domínio florestal Atlântico (Mata Atlântica). Em 2011, as reservas remanescentes de Mata Atlântica ocupavam 1.042 hectares,  o que representa apenas 2,5 % da área total do município.